# 葱油鶏
葱油鶏（ソンユーチー）・葱油淋鶏は、蒸した鶏肉に葱油（ツォンヨウ。ネギ入りの香味油）をかけた中華料理。

## 調理法
ベースとなるのは蒸すか茹でた丸鶏、つまり白切鶏である。
これにネギとショウガが入った香味油である葱油（ツォンヨウ:39・ツォンイウ）をかける。かけ方は二種類ある:
- あらかじめネギ等を炒めてから、油ごと肉にかける方法
- 肉の上に生ネギ・ショウガを置き、その上から熱した油をかける方法

油をかけたあとで、さらに蒸し汁に片栗粉でとろみをつけてかけてもよい。
同様の料理は葱油鶏（簡体字: 葱油鸡; 繁体字: 蔥油雞、ツォンイウヂィ）のほかに油葱鶏
・葱油白切鶏・葱油淋鶏（簡体字: 葱油淋鸡; 繁体字: 蔥油淋雞）とも呼ぶ。ただし、似た名前の油淋鶏は調理法が違い、鶏肉を油で揚げた料理である。葱油鶏は中国各地にあるが、特に広東料理、福建料理、台湾料理で盛んで、台湾では代表的な台湾料理のひとつとされている。客家料理の冷菜である霸王鶏（簡体字: 霸王鸡; 繁体字: 霸王雞）や香港の姜葱霸王鶏も同様の料理。
姜蓉（おろしショウガ・ネギ・油で作ったタレ）を使うバージョンは姜葱鶏（簡体字: 姜葱鸡; 繁体字: 薑蔥雞）という。
葱油鶏は余った白切鶏（蒸し鶏）のリメイク料理にもなる。
丸鶏ではなく、骨付きモモ肉だけのレシピや、鶏肉を蒸す代わりに電子レンジで加熱調理するレシピもある。
- 紅葱油鶏（紅葱油はエシャロットの香味油<ref name='駱進漢2009'>駱進漢「紅蔥油」（中国語）『醬料王：一次給你100道醬料』人類智庫、2009年、56頁。ISBN 9789866612466。

香港の瓦罉葱油鶏は鶏の醤油煮で、葱油鶏とは違う。

## 日本
日本では1980年代に傅培梅の葱油鶏など、いくつかのレシピが紹介された。同様の料理は「葱油鶏」のほか蒸し鶏のねぎ油風味・ねぎ鶏・ゆで鶏ねぎ油ソース・ゆで鶏の葱油だれなどとも呼ばれる。

### 派生

#### ねぎそば
日本の中華料理店「ふーみん」（1971年開店）の料理人斉風瑞のねぎそば（ねぎラーメン）は、汁なしの中華麺にネギ・ショウガなどを乗せ、その上から熱した油をかける料理。
台湾の油葱鶏から着想を得て考案したという。これ以前にも葱油麺という名の料理は何種類か存在したが調理法が違い、たとえばあらかじめ作った葱油を麺にかけるタイプであった。

#### ねぎワンタン
「ふーみん」の看板商品であるねぎワンタンは、ねぎそばからさらに派生した料理。麺のかわりに茹で上がったワンタンを敷き、さらしネギ・ショウガなどを乗せて出汁醤油・胡椒を振り、熱した油をジュッとかけて作る。
イラストレーターの和田誠が、ねぎそばの麺のかわりにワンタンを使うことを提案したのをきっかけに、斉が考案したという。ねぎワンタンは和田の好物となり、和田の妻平野レミもメディアでたびたび紹介している。